# スタン (ティラノサウルス)

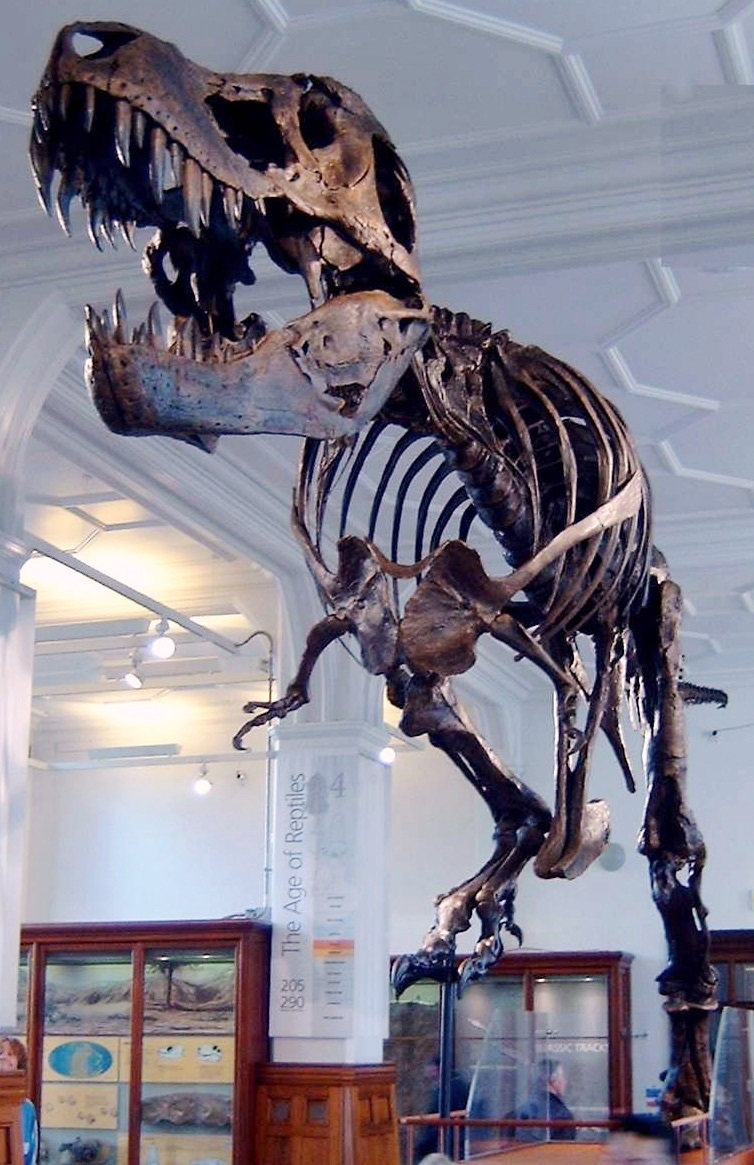
マンチェスター博物館のスタンのキャスト。

スタン（Stan、標本番号 BHI 3033）は、1987年にアメリカ合衆国サウスダコタ州ヘル・クリーク累層で発見され、1992年に発掘された、ティラノサウルスの個体。2020年現在で発見されている中では5番目に完全なティラノサウルスの化石であり、全身の7割近くの骨が揃っている。オリジナルの標本は2020年10月に売却され、それまでの最高額であったスーの約10億円を超える約33億円という恐竜化石の最高値を記録した。

## 発見
スタンのニックネームはアマチュア古生物学者スタン・サクリソンにちなんでいる。彼はブラックヒルズ地質学研究所で自由契約の下働いていたアマチュアの古生物学者で、スタンの骨の断片の最初の発見者であった。彼は植物を探しにサウスダコタ州に足を運んだ際、崖の側面から骨盤が見えていることに気が付いた。当初、彼は発見した化石をトリケラトプスのものだと考えていた。
発掘にはブラックヒルズ地質学研究所の技術と資材が必要とされ、公式には1992年7月11日からピーター・ラーソンが指揮を執る形で始まった。研究所のチームはスタンの骨格の上に位置する岩を重機で取り去り、細かい除去作業はピックとハケを用いて手作業で行った後、発掘場所と化石をプロット・描画した。骨は黄麻布と石膏で包まれ、ブラックヒルズ地質学研究所に送られた。

## 準備

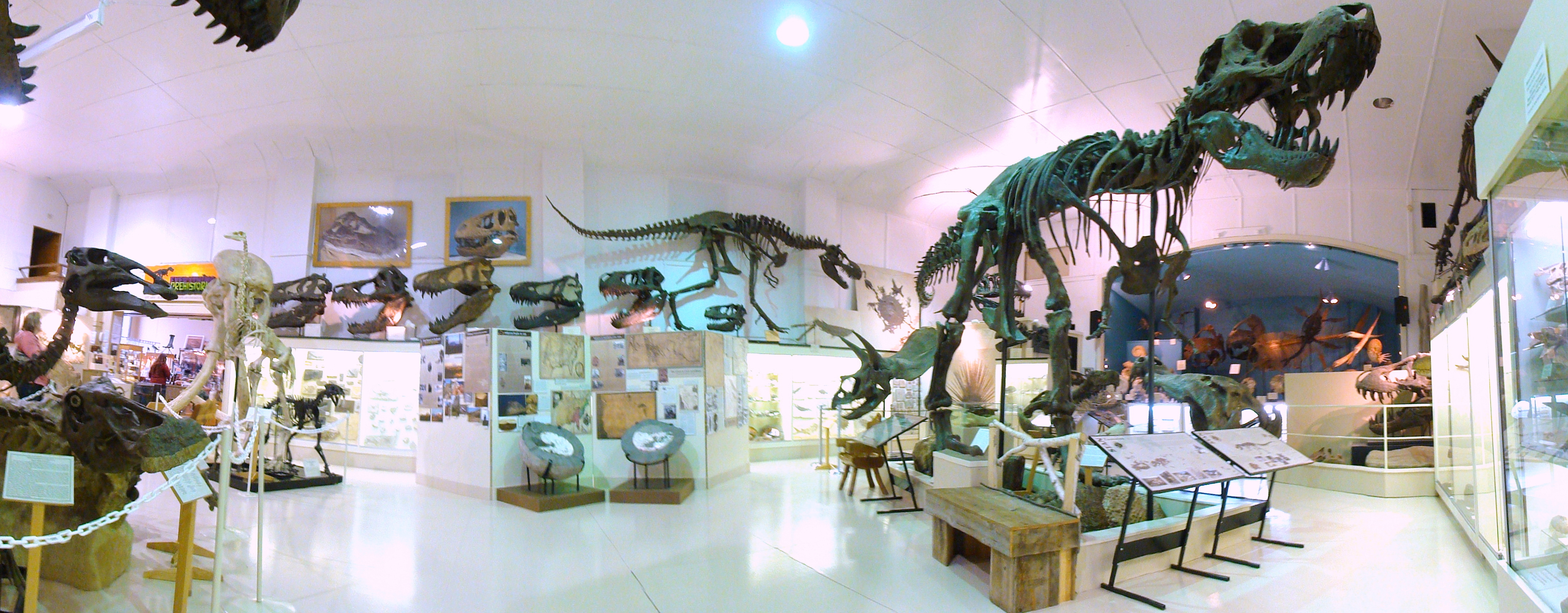
オリジナルのスタンの化石

スタンの骨はブラックヒルズ地質学研究所でクリーニングを受け、共に発見された植物化石と共に研究された。研究所はスタンの発見地で追加の発掘調査を2回行い、既知のティラノサウルスの骨350個のうち199個が発掘された。骨は合計で全身の約70%に達し、2017年にスタンは2番目に完全なティラノサウルスの骨格となった。
後に2019年のスコッティ（RSM P2523.8）をはじめとする他のティラノサウルスの標本の追加発掘調査が行われ、スタンは5番目に完全なティラノサウルスの骨格とされた。しかし、依然として BHI 3033 は最も人気の高いティラノサウルスの1体であり、世界各地の博物館で骨格キャストが展示され、また必要とされている。

## 特徴

スー、AMNH 5027、スタン、ジェーンとヒトの大きさ比較。

スタンについて最も特筆すべき点は、ほぼ完全に頭骨が保存されている点である。スタンの頭骨はこれまでに発見されたティラノサウルスの頭骨の中でも最高の状態であると広くみなされている。発掘前に骨は互いに分かれていたが、都合上手つかずのまま研究に回された。ピート・ラーソン曰く、スタンの頭骨からは他の標本以上にティラノサウルスの頭骨の動きの知見を得られたという。スタンの骨盤が狭かったことから、古生物学者はスタンが雄個体であると考えた。
スタンは全長約11.78メートル、脚の長さ3.07メートル、腰の高さ3.7メートル、大腿骨周囲長50.5センチメートル、年代は約6600万年前のものと推定されている。他のティラノサウルスの標本と同様に、スタンの体重は様々な推測値が発表されている。2009年のベイツの研究では7.7トン、2011年のハッチンソンの研究では5.9 - 10.8トン、2017年のセラーズの研究では7.2トンと推定されている。
2005年のBBCの番組『肉食恐竜の真実』では、スタンが油圧式装置のモデルとして使用され、4トンの咬合力を持っていたという推定でウシの骨や乗用車を相手に再現実験が行われた。

### 負傷
スタンの化石には著しい摩耗が見られ、生涯の内に幾度となく攻撃や病を受けていたことが示唆されている。頭骨や肋骨の背側の刺し傷は、スタンが生前に他のティラノサウルスに噛まれたことを示している。頭骨の基部の噛み跡からは彼の首の一部が一度折れて2つの頸椎が癒合したことが示されており、それ以来彼の首の可動性が生涯に亘って損なわれたことを意味している。また、この負傷は首の骨の過剰成長を促し、回復力が高かったことも示している。このほかには、顎の両側に左右非対称の滑らかな縁の穴があり、治癒した跡であることが示唆されている。
ブラックヒルズ地質学研究所によると、スタンは他のティラノサウルスと共に家族として生活していた可能性が高く、彼の負傷のうちいくつかは家族によるものである可能性がある。スタンはエドモントサウルスのようなハドロサウルス科の恐竜を捕食していたと見られている。

## 展示

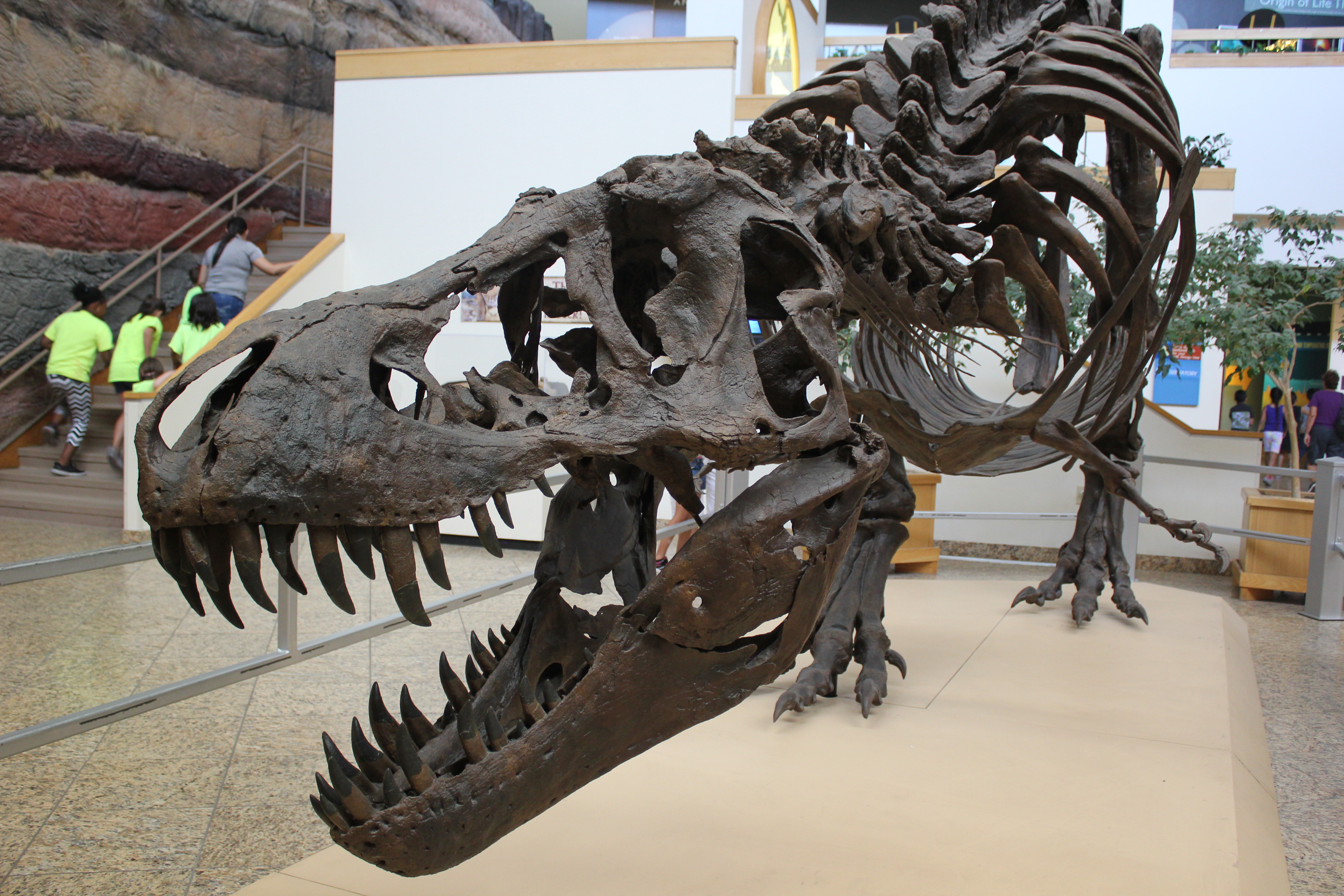
ニューメキシコ自然史科学博物館のスタンのキャスト。

ブラックヒルズ地質学研究所がスタンの展示の準備をするには3万時間以上を要した。スタンはブラックヒルズ地質学研究所の恐竜ホールに置かれるまでに、『TREX大恐竜展1995』の目玉展示として日本各地を巡回していたのである。スタンは最も多くの複製が製作されたティラノサウルスの化石でもあり、キャストを含めてどのティラノサウルスの標本よりも多くの人々に観覧されている。
スタン（のキャスト）が展示されている場所には、主に以下がある。
アメリカ合衆国内
- ニューメキシコ自然史科学博物館（ニューメキシコ州）[7]
- ウォルト・ディズニー・ワールド・リゾート（フロリダ州）[2]
- ヒューストン自然科学博物館（英語版）（テキサス州）[17]
- ディスカバリーチャンネル本部（メリーランド州）
- 国立自然史博物館（ワシントンD.C.）[17]
- ベスト・ウエスタン・デンバー・サウスウェスト（コロラド州）[17]
- スタンバーグ自然史博物館（カンザス州）[17]
- ワイオミング恐竜センター（ワイオミング州）[17]
- インディアナポリス子供博物館（インディアナ州）[17]
- ダイナソー・ディスカバリー・ミュージアム（ウィスコンシン州）[17]
- ワイス地球科学博物館（ウィスコンシン州）[17]

日本国内
- 国立科学博物館（東京都）[10][17][注 6]
- 北九州市立いのちのたび博物館（福岡県）[注 7][18]
- 福井県立恐竜博物館（福井県）[19]
- パシフィコ横浜（神奈川県）

海外
- オスロ自然史博物館（ノルウェー、オスロ）[17]
- マンチェスター博物館（英語版）（イギリス、マンチェスター）[17]
- マインドミュージアム（英語版）（フィリピン、タギッグ）[17]

アメリカ合衆国カリフォルニア州マウンテンビューにあるGoogleplexのティラノサウルスのレプリカは BHI 3033 のレプリカであると報告されているが、実際にはスタンではなくワンケル・レックス（MOR 555）のレプリカである。

## 裁判とオークション
2015年、ブラックヒルズ研究所の株35％を所有するニール・ラーソンは、その3年前にビジネス上のトラブルなどが原因で同研究所の取締役を解任されたことに対し、同研究所の財産を売却して自分の持ち株分を支払うよう求めて同研究所を訴えた。ブラックヒルズ研究所のプレスリリースによれば、2018年に裁判所はスタンを競売にかけ、その売り上げをニール・ラーソンへの支払いに充てるよう命じている。また、スタンの売却後も同研究所はスタンの樹脂型を作成して販売する権利を維持することとなった。
オークションハウスのクリスティーズは、20世紀イブニングセールの一環として2020年10月6日にスタンをニューヨークで売却した。同年10月7日、スタンは匿名の買い手に3180万ドル（約33億円）で落札され、それまでスーが記録していた生物化石史上最高額を更新した。落札者について、ブラックヒルズ地質研究所は同年10月7日付のプレスリリースにて「（スタンの）落札者が博物館ではないと知り、残念に思います。新しい所有者がいつの日かスタンを再び一般に公開し、たくさんの人の目に触れ、今後も研究が続けられることを願っています」と述べていた。2022年3月23日には、アラブ首長国連邦（UAE）のアブダビ文化観光局が、スタンが同国の首都アブダビ市に新設されるアブダビ自然史博物館（2025年に完成予定）に収蔵されると発表した。

## 知的財産権
オリジナルと復元要素を含めスタンの骨格は、VA0001745359という登録番号でブラックヒルズ地質学研究所に著作権登録されている。ペックズ・レックス（MOR 980）のキャストにスーとスタンの骨要素が含まれていると判明した際、2010年に著作権保護を受けた。